# Laughing Gas (film 1920)
Laughing Gas è un cortometraggio muto del 1920 diretto da Tom Buckingham.
Il film è interpretato da Bud Jamison, un caratterista che aveva esordito  nel 1915 nei film di Charlot e che nella sua carriera, durata fino al 1945, apparirà in ben 468 pellicole. Charles Dorety gira 132 film, specializzato in ruoli comici: lavora per Hal Roach, Mack Sennett e il duo Abbott&Costello.

## Produzione
Il film fu prodotto dalla Century Film.

## Distribuzione
Distribuito dall'Universal Film Manufacturing Company, il film - un cortometraggio in due bobine - uscì nelle sale cinematografiche USA l'8 dicembre 1920.